# Богадо, Херемиас
Хуан Херемиас Богадо Бритос (исп. Juan Jeremías Bogado Britos; 4 июля 1995, Лимпио) — парагвайский футболист, защитник.

## Биография

### Клубная карьера
Богадо является воспитанником асунсьонской «Олимпии», за основной состав которой он дебютировал 30 марта 2014 года во встрече с клубом «12 октября». 27 июля того же года полузащитник отметился первым забитым мячом.
В первом сезоне Херемиас принял участие в 26 матчах своей команды. В 2015 году Богадо потерял место в стартовом составе, провёл всего одну игру и летом для получения игровой практики был отдан в аренду в «Депортиво Капиата». 4 июля он уже провёл первую встречу в новом клубе, а 10 августа открыл счёт забитым мячам за «Депортиво».

### В сборной
В составе молодёжной сборной Парагвая Богадо участвовал в молодёжном чемпионате Южной Америки 2015. На турнире защитник принял участие в шести матчах, а его команда, заняв в финальной стадии шестое место не сумела пробиться на молодёжный чемпионат мира.